# Crandall (Texas)
Crandall város az USA Texas államában, Kaufman megyében. Lakosainak száma 3860 fő (2020. április 1.).

## Népesség
A település népességének változása:
| Lakosok száma | 2774 | 2858 | 3860 |
|               | 2000 | 2010 | 2020 |